# Änglavakt
Änglavakt är ett uttryck som används då någon med en hårsmån undkommit en fara eller olycka. Uttrycket syftar på att en skyddsängel skulle ha vakat över personen ifråga.